# MBE 1–3
Die meterspurigen Dampflokomotiven MBE 1–3 wurden von der Lokomotivfabrik Borsig für Vering & Waechter gebaut und für die badische Strecke Müllheim–Badenweiler verwendet. Die Lokomotiven waren bis zur Elektrifizierung der Strecke im Einsatz und wurden dann an andere von Vering & Waechter betriebene Bahnen weitergegeben. Bekannt ist die Stationierung einer Maschine bei der Spremberger Stadtbahn als Nummer 6. Die Maschinen waren bis Ende der 1950er Jahre vorhanden und wurden dann verschrottet.

## Geschichte und Einsatz
Beschafft und eingesetzt wurden die Lokomotiven schon während des Baus der Strecke. Als am 16. Februar 1896 mit der Nummer 1 der Eröffnungszug gezogen wurde, bestand dieser aus drei Personenwagen mit einer Länge über Puffer von 10.810 mm. Diese Last war für eine Lokomotive auf der Strecke, bei der stellenweise Steigungen von 25 ‰ herrschten, kein Problem. Als dann die Zuglasten stiegen, fuhren stellenweise zwei Lokomotiven die länger und schwerer werdenden Züge. Das führte außerdem 1898 zur Beschaffung der MBE 4. Hauptaufgabe waren Züge zum Kurort Badenweiler.
Schon 1898 wurde die MBE 1 an die Spremberger Stadtbahn als Nummer 6 verkauft. Die Lokomotive verkehrte dort bis 1957 und wurde dann Heizlok. Die MBE 2 ging 1920 an die Oberrheinische Eisenbahn-Gesellschaft als Nummer 61II und war dort bis 1954 eingesetzt. Die MBE 3 gelangte 1916 an ein Kraftwerk in Mannheim.

## Technik
Die Lokomotiven besaßen einen Innenrahmen mit in den Rahmenwangen eingenietetem Wasserkasten sowie beidseitig vom Kessel rechts ein kleinerer äußerer Wasserkasten und links vor dem Führerhaus ein Kohlenkasten für 1 t Brennstoff. Der eiserne Kessel besaß eine kupferne Feuerbüchse. Die Räder der Loks waren schmiedeeiserne Speichenräder. Achsen, Bandagen, Kolbenstangen, Kreuzkopf und Federn der Lok waren aus Stahl bester Qualität, während sämtliche Bolzen des Steuerungsmechanismus und die Kurbelzapfen aus Feinkorneisen hergestellt waren.
Sie besaßen eine Allan-Steuerung. Die Flachschieber waren schräg auf dem Dampfzylinder. Kennzeichnend für die Lokomotiven waren das vor dem Führerhaus liegende Sicherheitsventil der Bauart Ramsbotton, ein Sandkasten, der Sandfallrohre zwischen den beiden Antriebsrädern hatte, ein Dampfdom, ein Läutewerk der Bauart Latowski zwischen beiden Domen und eine Balancierhebelkupplung mit Triangelkette. Bremstechnisch waren die Lokomotiven mit einer Saugluftbremse Bauart Körting und einer Handbremse ausgerüstet.